# 잔잔주 (이란)

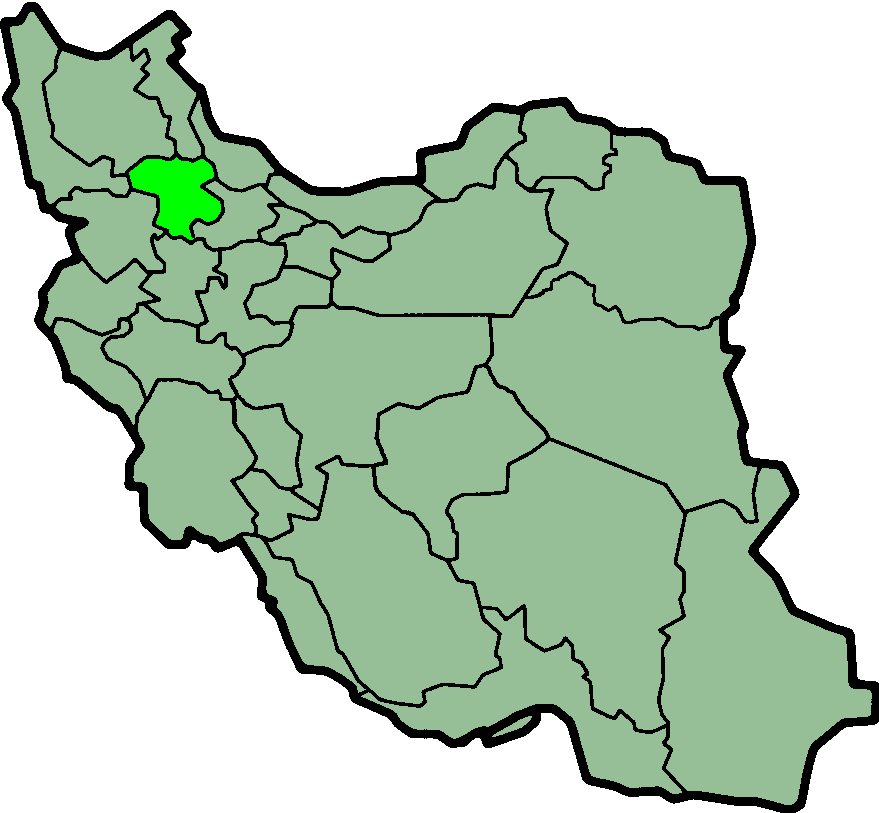
잔잔주

잔잔주(페르시아어: استان زنجان)는 이란을 구성하는 31개 주 가운데 하나로, 이란 북서부에 있다. 주도는 잔잔이며 면적은 21,773km2, 인구는 970,946명(2005년 기준)이다.
테헤란에서 북서쪽으로 330 km 정도 떨어진 곳에 있으며 잔잔주의 도시로 아브하르, 이즈루드, 호다반데흐, 호람다레흐, 잔잔, 타롬, 마네샨이 있다.